# 热地
熱地（藏語：རག་སྡི་，威利转写：rag sdi，藏语拼音：Raidi，1938年8月—2025年6月6日），男，藏族，西藏比如人，中国共产党、中华人民共和国政治人物，原副国级领导人。1959年7月參加工作，1961年10月加入中國共產黨，中央黨校大專學歷。
曾先後歷任那曲地區黨委書記、西藏自治区黨委副書記、自治區紀委書記、自治區革委會副主任，自治區人大常委會副主任，自治區政協主席、自治區黨校校長。1993年至1994年任西藏自治區黨委副書記、自治區人大常委會主任、黨組書記。1994年至2003年任西藏自治區黨委常務副書記、自治區人大常委會主任、黨組書記。2003年3月至2008年3月任全國人大常委會副委員長。
热地还是中共第十一屆中央候補委員，第十二、十三、十四、十五、十六屆中央委員。第十屆全國人大常委會副委員長。

## 生平

### 早年
1938年8月，热地在西藏比如的一个贫穷的牧民家庭中出生。他从未见过父亲，一直跟随母亲生活，居无定所，靠乞讨为生。他曾经作为佣人为部落的首领、牧场主和活佛工作，还在寺庙里担任过“小扎巴”的角色。1959年3月西藏民主改革后，热地摆脱了曾经在西藏的农奴地位，并于当年7月在中国人民解放军和工作组的动员下赴北京，在中央政法干部学校学习文化和公安业务。1961年10月，热地加入中国共产党。

### 任职于那曲
1962年6月，热地自中央政法干校毕业，被分配到那曲地区，担任行政公署的公安处侦查员。1965年，热地因在藏北无人区追击藏独武装，在忍饥挨饿七天后击毙该武装的领导人，而受到中国人民解放军西藏军区、总参谋部和中国公安部的表扬。翌年，热地被调到那曲地区的公检法军事管理委员会工作。
1968年11月后，热地先后担任那曲地区革命委员会人民保卫组干事、副组长，1969年9月因平定西藏局部地区的骚乱而获得一等功表彰。1972年6月，热地升任中共那曲地委书记。在那曲任职期间，热地参加了恢复地区经济发展、稳定地方局势以及改善当地人生产生活条件的工作。

### 西藏自治区领导
1975年8月，热地调任西藏自治区党委书记（位居第一书记之下），并兼任自治区贫下中农协会主任、自治区革命委员会农牧办公室副主任。1977年—1985年间，热地先后担任西藏自治区党委书记（其时仍设第一书记），兼任纪律检查委员会书记、革命委员会副主任、人民代表大会常务委员会副主任和党校校长，期间他还在1983年9月至1985年7月挂职赴中共中央党校，在进修部干部大专文化进修班学习。1985年，热地转任西藏自治区的自治区党委副书记、政协主席和党组书记、纪委书记，1993年任西藏自治区党委副书记、人大常委会主任和党组书记，翌年在自治区党委内升任常务副书记。
中共十一大召开时，他被选举为中央候补委员，其后在中共十二大至十六大期间均当选中央委员。在拉萨任职期间，热地曾多次处理藏区骚乱事件，反对西藏独立，1988年3月拉萨爆发大规模骚乱时，热地于骚乱中被困于大昭寺，在武警救援撤离时受伤。热地还参与了西藏的对外宣传和对外事务的工作，例如在2002年出访欧洲议会，此次访问被认为是打破了过去只有达赖政权在欧洲宣传的局面；此外，热地亦参与了第十世班禅的转世灵童认定工作，他还推动了青藏铁路建设、西藏境内自然保护区的设立、中国内地藏学班和藏学研究中心的开办等工作。

### 晚年
2003年3月，热地被第十届全国人民代表大会选举为常务委员会副委员长、主席团成员及常务主席，亦被选为中国共产党第十届人大党组成员，2008年3月退休。2019年9月16日，热地获“民族团结杰出贡献者”国家荣誉称号。
2025年6月6日，热地因病在北京逝世，享年87岁。

## 身后
新華社在热地逝世後發布訃告中稱他為「中國共產黨的優秀黨員，忠誠的共產主義戰士，我國民族工作和社會主義法制建設的傑出領導人，藏族人民的優秀兒子」。
2025年6月12日上午，热地遗体在北京八宝山革命公墓火化。